# San Gaetano (Bitonto)
A San Gaetano egy bitontói templom.

## Története
1609-ben építtették barokk stílusban Thienei Szent Kajetán tiszteletére a városban élő teatinus szerzetesek. Tervezője Dionisio Volpone di Parabita volt. A templomot 1730-ban szentelték fel.

## Leírása
A templom főhomlokzata kétszintes. A bejárat magasított, egy lépcsősor vezet hozzá. A homlokzatot timpanon koronázza, amelyen a teatinusok faragott címere látható. Az emeleteket lizénák tagolják közöttük üres fülkék találhatók. Az emeleti szintet egy ablak díszíti valamint egy faragott párkányzat. A templombelső egyhajós. Fő látványosságai a Sylos-Sersale család 1696-ban barokk stílusban készült kápolnája valamint a főoltár igen értékes, Szűzanyát ábrázoló festményével (Nicola Gliri vagy Andrea Miglionico műve).